# Badminton na OI 2012.
Badminton na OI 2012. u Londonu održavao se od 28. srpnja do 5. kolovoza u Wembley Areni. Natjecalo se ukupno 172 sportaša u pet disciplina muškarci pojedinačno, žene pojedinačno, muški parovi, ženski parovi i mješoviti parovi.

## Osvajači odličja
| Disciplina           | Zlato                      | Srebro                              | Bronca                                             |
| Muškarci pojedinačno | Kina Lin Dan               | Malezija Lee Chong Wei              | Kina Chen Long                                     |
| Muški parovi         | Kina Cai Yun Fu Haifeng    | Danska Mathias Boe Carsten Mogensen | Južna Koreja Jung Jae-sung Lee Yong-dae            |
| Žene pojedinačno     | Kina Li Xuerui             | Kina Wang Yihan                     | Indija Saina Nehwal                                |
| Ženski parovi        | Kina Tian Qing Zhao Yunlei | Japan Mizuki Fujii Reika Kakiiwa    | Rusija Valeria Sorokina Nina Vislova               |
| Mješoviti parovi     | Kina Zhang Nan Zhao Yunlei | Kina Xu Chen Ma Jin                 | Danska Joachim Fischer Nielsen Christinna Pedersen |